# Knut Hjeltnes
Knut Hjeltnes, né le 8 décembre 1951 à Ulvik (comté de Hordaland) et mort le 17 janvier 2024, est un athlète norvégien, spécialiste du lancer du disque.

## Biographie
Knut Hjeltnes remporte vingt titres de champion de Norvège : neuf au lancer du poids entre 1975 et 1984, et onze au lancer du disque entre 1975 et 1989. En trois participations aux Jeux olympiques, il se qualifie à chaque fois pour la finale, terminant quatrième en 1984 et septième en 1976 et 1988.

### Palmarès
| Date | Compétition                    | Lieu        | Résultat | Épreuve | Marque  |
| ---- | ------------------------------ | ----------- | -------- | ------- | ------- |
| 1976 | Jeux olympiques                | Montréal    | 7e       | Disque  | 63,06 m |
| 1978 | Championnats d'Europe          | Prague      | 5e       | Disque  | 63,76 m |
| 1982 | Championnats d'Europe          | Göteborg    | 12e      | Disque  | 56,02 m |
| 1983 | Championnats du monde          | Helsinki    | 9e       | Disque  | 62,26 m |
| 1984 | Jeux olympiques                | Los Angeles | 4e       | Disque  | 65,28 m |
| 1985 | Championnats d'Europe en salle | Athènes     | 6e       | Poids   | 19,54 m |
| 1985 | Finale du Grand Prix           | Rome        | 2e       | Disque  | 64,60 m |
| 1986 | Championnats d'Europe          | Stuttgart   | 4e       | Disque  | 65,60 m |
| 1987 | Championnats du monde          | Rome        | 13e      | Disque  | 61,64 m |
| 1988 | Jeux olympiques                | Séoul       | 7e       | Disque  | 64,94 m |

### Records
| Épreuve          | Performance | Lieu     | Date           |
| ---------------- | ----------- | -------- | -------------- |
| Lancer du poids  | 20,55 m     | Bodø     | 5 juillet 1980 |
| Lancer du disque | 69,62 m     | San José | 25 mai 1985    |